# Равномощни множества
Равномощни множества са две множества, между които съществува биекция. Термините мощност и равномощност на множества стоят в основата на теорията на множествата. За нея са от интерес само такива свойства на множествата, които зависят от тяхната мощност или от тяхната наредба. Равномощността е релация на еквивалентност. Равномощните множества образуват класове на еквивалентност, които се наричат кардинали или мощности. В семейството на кардиналите могат да се дефинират действия близки по свойства до аритметичните действия при естествените числа. Освен това, съществува биекция между естествените числа и кардиналите на крайните множества, затова вместо кардинал се използва понятието кардинално число. Две крайни множества са равномощни, ако имат еднакъв брой елементи. Под мощност на едно крайно множество се разбира броят на неговите елементи. Равномощността на две множества {\displaystyle {\mathcal {A}}} и {\displaystyle {\mathcal {B}}} се бележи с: {\displaystyle {\mathcal {A}}\approx {\mathcal {B}}}.

## Примери
- Множествата на естествените и на рационалните числа са равномощни, а на естествените и реалните – не, което може да се покаже чрез диагоналния метод на Кантор.

- Равномощни са едно безкрайно множество и множеството на неговите крайни подмножества.

- В едно топологично пространство са равномощни множеството на затворените и множеството на отворените множества.

- Равномощни са множеството на реалните числа и множеството на непрекъснатите функции на една реална променлива.

- Равномощни са множеството на реалните числа и множеството на монотонните функции на една реална променлива.

- За дадено безкрайно множество {\displaystyle {\mathcal {X}}} равномощни са множеството от всички метрични пространства {\displaystyle ({\mathcal {X}},d)} и множеството от подмножества на {\displaystyle {\mathcal {X}}}.